# Рам (озеро)
Рам (іврит: בריכת רם) — кратерне озеро (маар) на північному сході Голанських висот, в районі гори Хермон. Озеро живиться від дощової води та підземного джерела. Вода озера не потрапляє до жодної іншої водойми. Кратер — маар. Озеро традиційно відоме як «Берехат-Рам» (Біркет-Рам), що означає «високе озерце». Район пов'язаний зі спільнотою друзів.

## Археологія

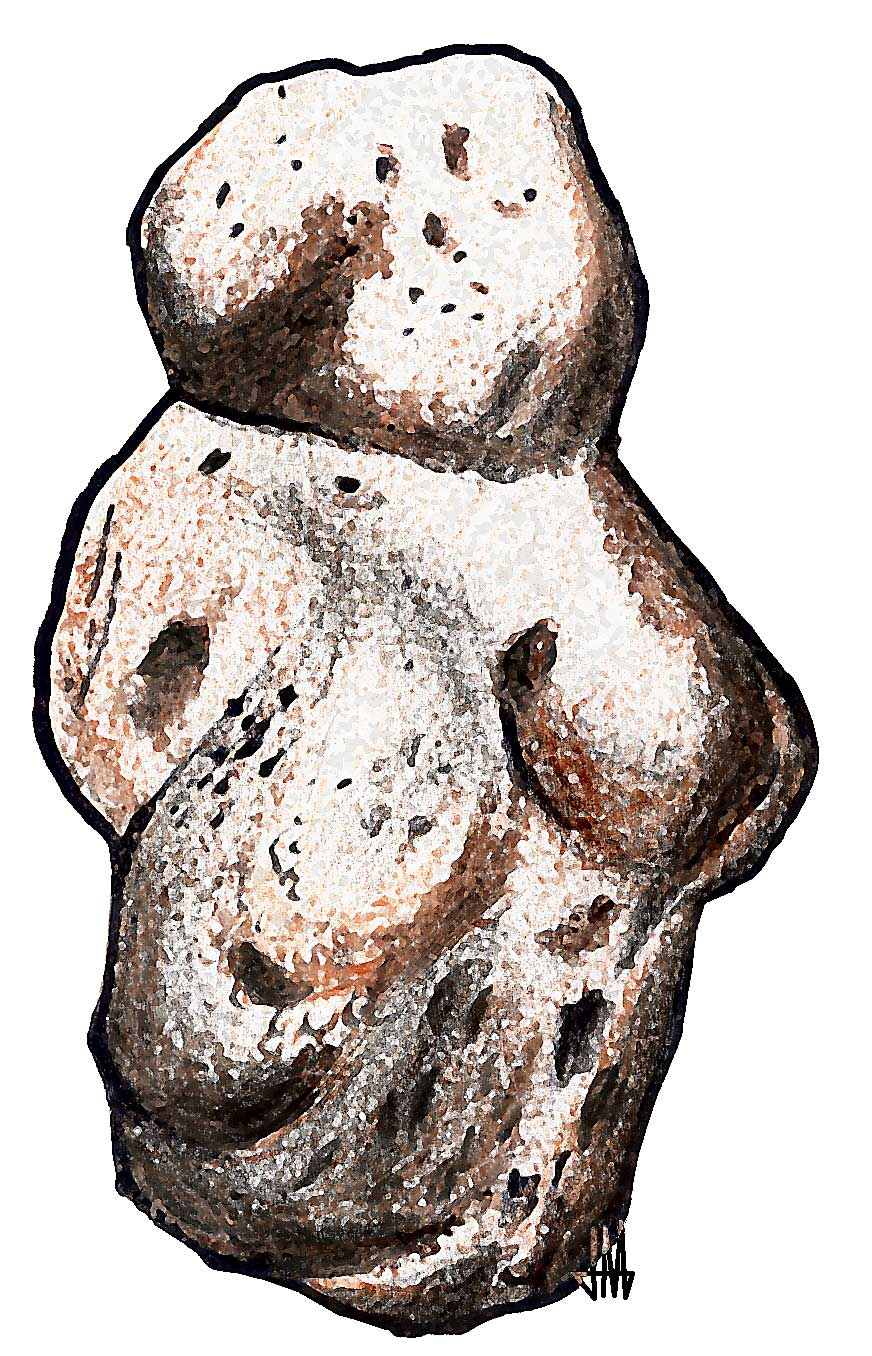
Зображення об'єкта з Берехат-Рама

Тут проводилися археологічні розкопки в пошуках доказів людської діяльності на цій місцевості протягом історії. Дослідження озерних відкладень показали, що цей район був густо заселений чотири рази за історію: вперше — на початку бронзової доби, вдруге — під час «елліністичного-римсько-візантійського періоду», втретє — в період окупації середньовічних хрестоносців, і востаннє — в сучасну епоху. Між цими періодами місцева лісиста місцевість відновилася, що стало свідченням неактивної людської діяльності.
Під час розкопок було виявлено докази діяльності палеолітичних людей і гомінідів. Зокрема, розкопки привели до відкриття Венери з Берехат-Рама — каменя, нібито обробленого людиною прямоходячою. Стверджують, що цей артефакт є найстарішим відомим екземпляром образотворчого мистецтва у світі.

## Історія походження

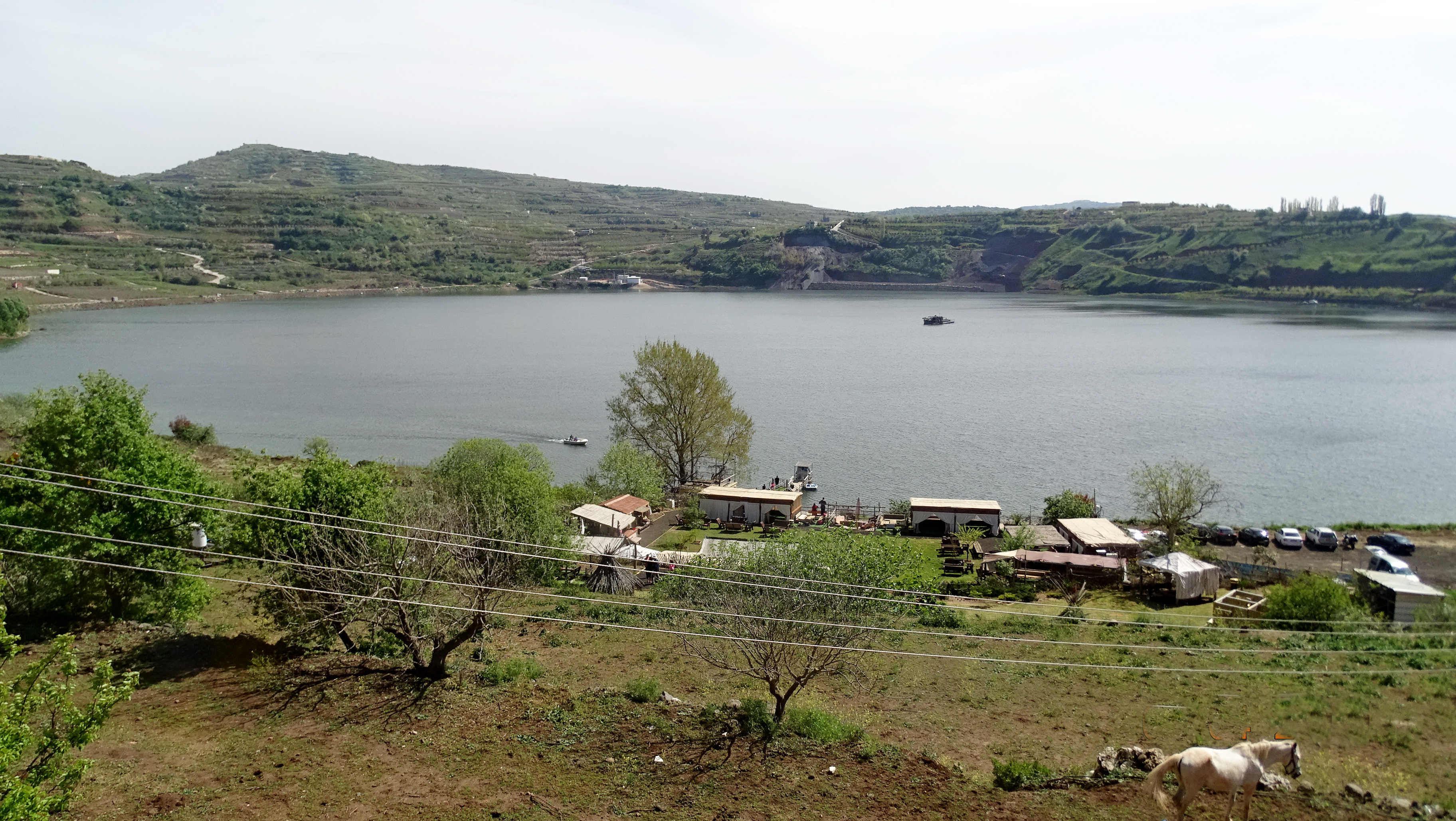
озеро Рам

Відповідно до Талмуду, Сингедрін 108a, Берехат-Рам є одним з трьох підземних джерел, поряд з Гамат-Ґадером на південному сході Голанських висот і Гаматом у Тверії, яке відкрилося під час потопу Ноя, а після потопу вже не закрилося.
Згідно з місцевою друзькою легендою озеро є «оком» «дружини шейха» (назва пагорба неподалік). Гора Хермон, яку називають шейхом, була відокремлена від «дружини», після чого її очі наповнилися сльозами.
Геологи вважають, що озеро, утворилося з кратера згаслого вулкана.